# 藤原高光
藤原高光（日语：／ Fujiwara no Takamitsu */?，？—？）是日本平安時代的貴族和歌人，出自於藤原北家九條流，其父是右大臣藤原師輔，官位為從五位上右近衛少將。和歌方面，他有23首作品收錄於敕撰和歌集，初次收錄為《拾遺和歌集》，位列三十六歌仙之一。

## 生平

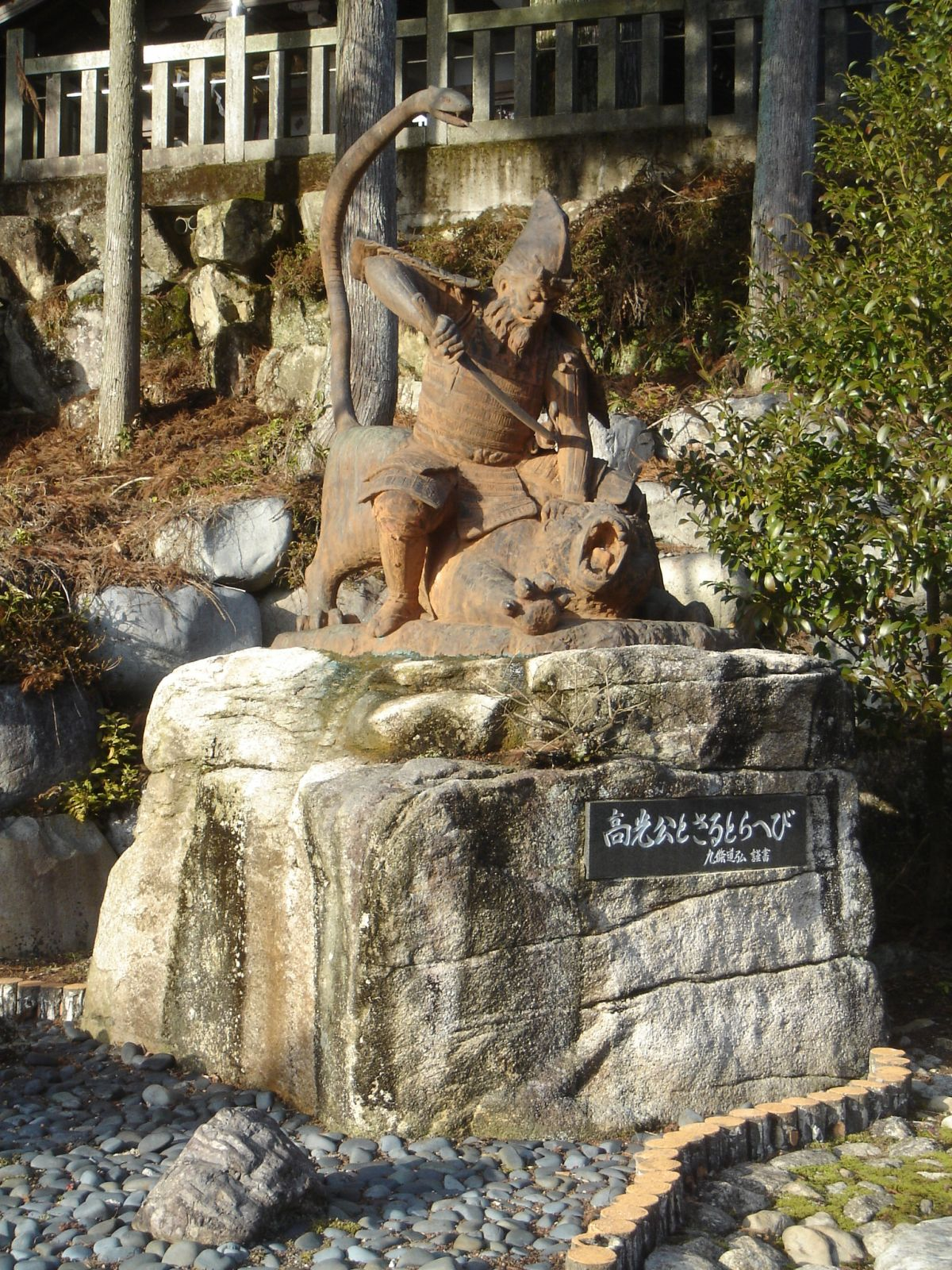
高賀神社的藤原高光與猿虎蛇像

關於高光的出生年份，《日本古典文學大事典》根據其在童殿上時的年齡以及同母弟弟的出生年份推測他生於天慶2年至天慶4年（939年至941年），《平安時代史事典》和《和歌文學大辭典》稱是天慶2年（939年），其中《和歌文學大辭典》的說法源於《九曆》，《和歌大辭典》和《國書人名辭典》指是天慶3年（940年），《世界大百科事典》則稱是天慶4年（941年）。此外，根據成書於文治2年（1186年）的《高賀宮紀錄》記載，高光在承平3年（939年）討伐妖怪，根據安政5年（1858年）的繪馬記載，該妖怪是猿虎蛇。
天曆2年8月17日（948年9月22日），根據《三十六人歌仙傳》記載，高光獲准昇殿。同年8月19日（9月24日），根據《九曆》記載，他在村上天皇面前成功背誦收錄於《文選》內的《三都賦序》，讓天皇也為之感嘆，其後在天曆7年正月5日（953年1月22日），其筆跡也獲重明親王讚賞。
天曆9年11月22日（956年1月7日），根據《三十六人歌仙傳》記載，高光獲敘為從五位下（中宮御給），翌年3月14日（956年4月27日）就任為中務侍從。天德2年正月19日（958年2月10日），他獲准昇殿，同年閏7月出任左衛門佐。天德4年正月25日（960年2月24日），他就任為右近衛少將，翌年正月7日（961年1月26日）升至從五位上，同月兼任備後權介。
應和元年12月5日（962年1月13日），根據《村上天皇御記》記載，高光在比叡山橫川出家，得名如覺，授戒是良源，出家的理由推測是由於其父在前一年死去而感到人生無常，或是由於無法融入藤原氏的政治取向，因此希望從厭倦俗世的心境中得到解脫，相關事蹟見於《多武峯少將物語》。應和2年（962年）8月，他移居至藤原氏祖廟的所在地多武峯，他在長兄藤原伊尹的意向下，邀來增賀一同祈求家族發展欣欣向榮。晚年，他定居於草庵極樂坊，過着簡樸的生活。
根據《談峰緣起便蒙》記載，高光雖然在康保4年8月15日（967年9月21日）死去，然而由於《齋宮女御集》收錄有齋宮女御悼念高光的和歌（新編國歌大觀編號72和73），因此推測至少是寬和元年（985年）以前，《日本古典文學大事典》推測高光在天元元年（978年）前仍然在世，《和歌文學大辭典》主張至少是天元5年（982年）前。此外，根據《多武峯略記》記載，高光至少在安和2年（969年）10月前仍然在世，並且死於正曆5年3月10日（994年4月23日）。

## 和歌
| 敕撰和歌集     | 新編國歌大觀編號                 |
| -------------- | -------------------------------- |
| 拾遺和歌集     | 360、435、1063、1332             |
| 新古今和歌集   | 552、998、1026、1460、1627、1719 |
| 新敕撰和歌集   | 643、930、1216                   |
| 續後撰和歌集   | 1277                             |
| 續古今和歌集   | 1123、1442                       |
| 玉葉和歌集     | 2302                             |
| 續千載和歌集   | 764                              |
| 續後拾遺和歌集 | 1095、1233                       |
| 新千載和歌集   | 2324                             |
| 新拾遺和歌集   | 1816                             |
| 新後拾遺和歌集 | 1366                             |

高光總共有23首和歌收錄於敕撰和歌集，其作品也收錄於坊城右大臣師輔前栽合和春或所紅梅合等歌合，他也曾經在天德三年八月十六日（959年9月21日）內裏詩合和天德內裏歌合中擔任方人，也有在天曆3年3月30日（949年4月30日）的尚書竟宴中詠歌。此外，他也有一組連歌收錄於《菟玖波集》卷第二「春連歌下」（連歌大觀編號332和333）。

### 三十六人撰
| 敕撰和歌集版本 | 《三十六人撰》版本 | 《高光集》版本 |
| -------------- | ------------------ | -------------- |
|                |                    |                |

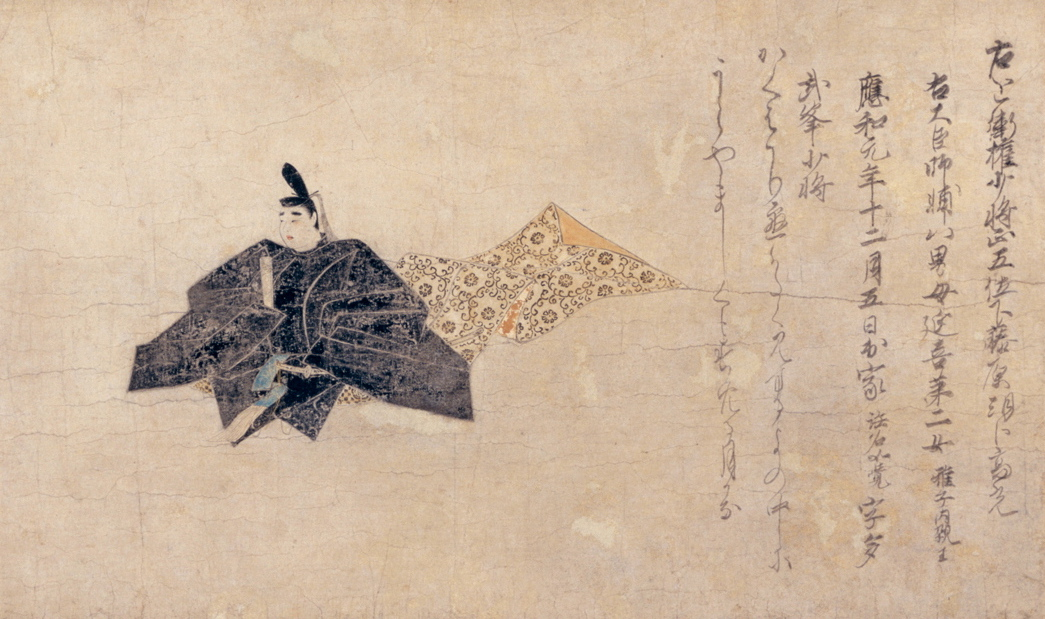
《佐竹本三十六歌仙繪卷》中的藤原高光，其中的和歌即此歌

這首和歌收錄於《拾遺和歌集》卷第十六「雜春」，新編國歌大觀編號是1063，詞書是「在居於比叡山時，有人向我索要薰物，我便將僅剩的梅花香連帶梅花枝一同送給他」（ひえの山にすみ侍りけるころ、人のたき物をこひて侍りければ、侍りけるままにすこしを梅の花のわづかにちりのこりて侍るえだにつけてつかはしける）。
此歌的意思是梅花在春天過後已經凋落無幾，剩下的只有在梅花枝上的少許香氣。根據《多武峯略記》記載，由於高光在應和2年（962年）8月移居至多武峯，因此此歌是他在同年初夏時的作品。此外，根據收錄於《小大君集》內的作品的詞書（新編國歌大觀編號36）記載，由於小大君曾經向高光索要梅花香，因此此歌是高光將梅花香送給小大君時的和歌
首句的用法見於北野本拾遺和歌集、正保版歌仙家集本和冷泉家本高光集，則見於島根大學本拾遺抄、貞和本拾遺抄、具世本拾遺和歌集、西本願寺本高光集和御所本高光集，不過後者與季節不相符，前者則符合晚開的梅花在那時候已經凋落的情境，推測原本是前者，後來才改成後者。此歌也收錄於《俊成三十六人歌合》，宮內廳書陵部本拾遺抄則沒有收錄此歌。第二句中的見於大部分版本，西本願寺本則作，推測是誤寫。第三句中的梅花是指梅花香。第四句中的是掛詞，既指少許，也指只有香。
| 敕撰和歌集版本 | 《三十六人撰》版本 《高光集》版本 | 姜文清譯本                               |
| -------------- | --------------------------------- | ---------------------------------------- |
|                |                                   | 人世間 如此艱辛 月亮喲 澄澈無礙 真可艷羨 |

這首和歌收錄於《拾遺和歌集》卷第八「雜上」，新編國歌大觀編是435，詞書是「既已出家，對月而作」（法師にならんと思ひたち侍りけるころ、月を見侍りて），據此為其出家後的作品，即應和元年12月5日（962年1月13日）之後。家集的詞書是「村上天皇駕崩時，對月而作」（村上のみかどかくれさせ給ひてのころ、月をみて），據此為村上天皇駕崩時的作品，《榮花物語》則稱此歌是在高光之姊藤原安子死去時的作品，不過由於高光在兩人死去的時候早已出家，因此兩人之死並非其出家的理由。相對地，《大鏡》指高光出家的理由是由於其父藤原師輔死去。此外，《撰集抄》稱此歌是其弟藤原為光的作品。
此歌的意思是在這個難以生存的世界上，明月實在皎潔得讓人羨慕。首句在《金玉和歌集》、《寶物集》和《深窓秘抄》等寫作，第二句中的是表示存續的助動詞，此句在《深窓秘抄》寫作。第四句是指羨慕，其中的是表示強調的係助詞。末句中的是掛詞，既指「可以居住」（住める），也指「皎潔」（澄める）。
此歌也收錄於《拾遺抄》、《和漢朗詠集》、《俊成三十六人歌合》、《新時代不同歌合》、《落書露顯》、《東野洲聞書》、《定家八代抄》和《鶉衣》。另外，四方赤良有一首以此歌為本歌的狂歌，收錄於《萬載狂歌集》，能劇《松風》也收錄有一首改編自此歌的謠曲。
| 敕撰和歌集版本 | 《三十六人撰》版本 | 《高光集》版本 | 王向遠譯本                           |
| -------------- | ------------------ | -------------- | ------------------------------------ |
|                |                    |                | 百看百不厭 如今花兒終凋殘 戀戀不忍見 |

這首和歌收錄於《新古今和歌集》卷第十六「雜歌上」，新編國歌大觀編號是1460，詞書是「無題」（題しらず），家集的詞書則是「花開的盛況讓我回想起故鄉的花兒，便派人傳達」（花のさかりにふるさとのはなをおもひやりて、いひやりし）。如果此歌是高光在橫川時的作品的話，那便是應和2年春天時的作品。相對地，根據收錄於家集的作品的詞書（新編國歌大觀編號36）推測，高光當時已經身在多武峯，由於編撰家集者又將此歌排在其後，因此可能視其為應和3年（963年）之後春天時的作品，然而如果傳達對象身處於平安京的話，以多武峯和平安京的距離來看未免太過遙遠。冷泉家本的詞書是「回憶」（思いでゝ）。
首句和第二句取自於《古今和歌集》中的「莫非是我太痴纏 才別又盼重相見 惹君生厭倦」（新編國歌大觀編號752），從戀歌轉化為以花兒為對象的懷舊歌，描述在目睹花開的盛況後，過去每年春天時的記憶也被喚醒，然後通過第三句中表示過去的助動詞來反映就算希望回歸塵世也是無望，從而呼應緬懷故鄉的情境。末句的意思是似乎討厭，是表示發生的狀態，是對現在的推測，西本願寺本則寫作。此外，《新日本古典文學大系》認為此歌採用擬人修辭，將花兒比喻成親愛的人。此外，此歌也收錄於《俊成三十六人歌合》、《奧儀抄》和《定家八代抄》。

## 家集
高光的家集是《高光集》，推測基於其自行編撰的材料，以雜纂的形式成書於正曆至長保年間（990年至1004年），其中不少和歌蘊含其在出家前對無常的觀念以及厭世的感情。家集分類方面，除了《冷泉家時雨亭叢書》主張是兩類外，《私家集大成》以及《新編國歌大觀》等均分為三類，兩類的話是宮內廳書陵部藏本（書架編號510·12）以及西本願寺本，三類則是西本願寺本三十六人集系（52首本系）、群書類從本系（43首本系）以及正保版歌仙家集本系（45首本系），三類均源於同一祖本，各版本的卷頭歌均是高光收錄於《新古今和歌集》的作品（新編國歌大觀編號552）。

### 西本願寺本三十六人集系

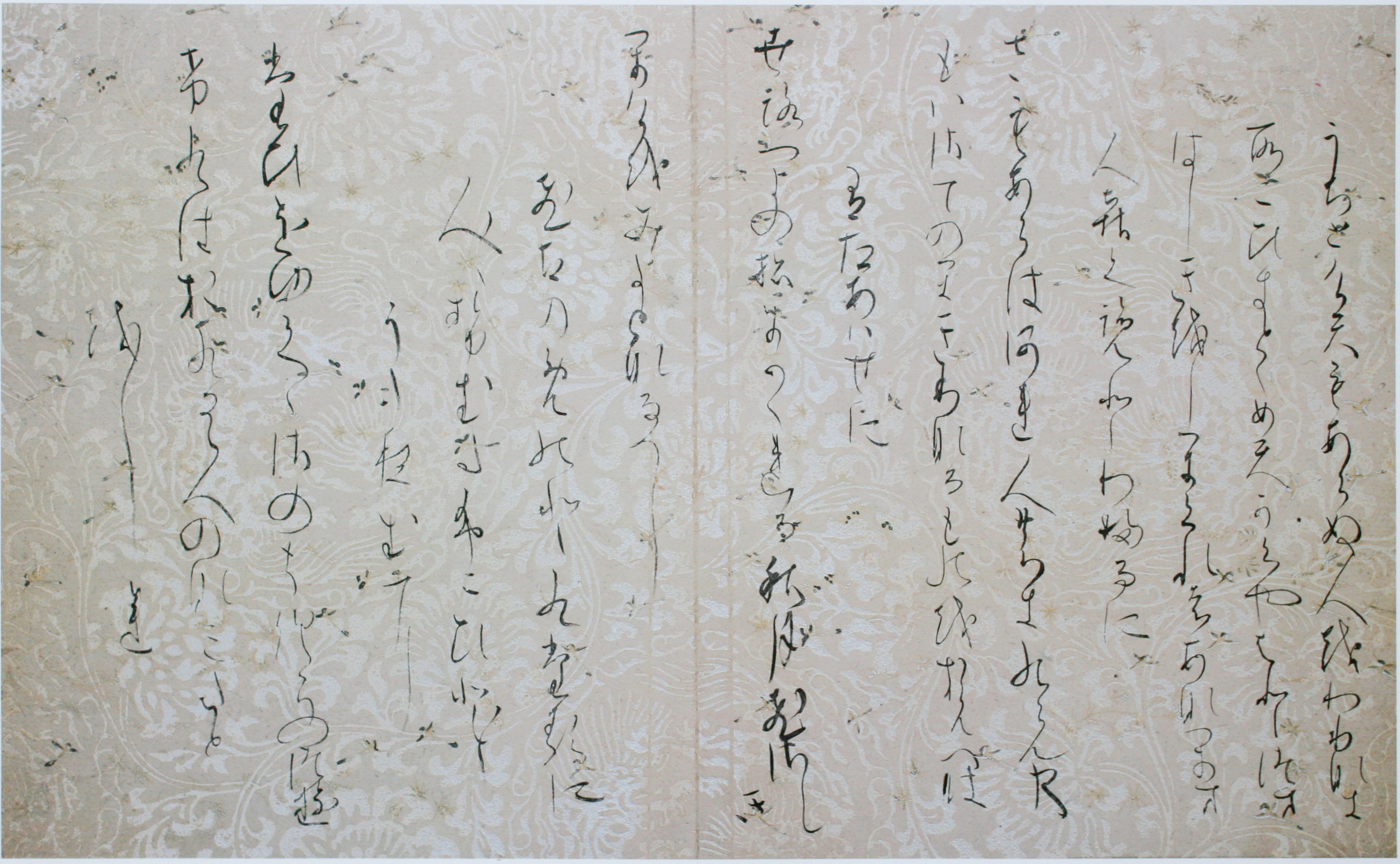
西本願寺本

西本願寺本三十六人集系收錄和歌有52首，第44首在內的最後九首和歌推測增補自《多武峯少將物語》，雖然在長短歌之間存在差異，但是順序一致，其餘兩類均沒有收錄這九首和歌。西本願寺本、京都女子大學藏飛鳥井本三十六人集本和聖母清心女子大學黑川文庫藏三十六人集本均屬於此類，其中飛鳥井本和黑川文庫藏本書寫於江戶時代初期，前者是西本願寺本的臨摹本，後者根據《中務集》的奧書記載則是抄寫自飛鳥井本。
西本願寺本推測書寫於12世紀初，為長20.2厘米，寬15.8厘米的粘葉裝，料紙是唐紙，18頁着墨，兩頁白紙，按順序由深色紙、淺色紙以及白紙組合而成，以暈渲的手法來配色，也用金泥、銀泥、群青和銅綠來描繪鳥、蝶和折枝圖案，一面分為七行或八行書寫，和歌多為一首兩行，其中有九首為一首三行，兩首則是分散來寫，在西本願寺本三十六人家集中與《仲文集》的筆跡相同。

### 群書類從本系和正保版歌仙家集本系
群書類從本系收錄和歌有43首，同屬此系統的宮內廳書陵部藏本（書架編號510·12，宮內廳書陵部藏御所本三十六人集本）則缺少第19首，收錄歌數是42首，此類尚有彰考館藏《兼盛集》合綴本（書架編號巳·八），兩種版本均有獨自的正文差異。正保版歌仙家集本系收錄和歌有45首，家集中大多數版本屬於此類，各版本之間的差異也不大，此類以群書類從本的43首為基礎，再增補以「在新古今歌」名義的兩首和歌而成，分別是新編國歌大觀編號1627和1719，《冷泉家時雨亭叢書》主張其應該歸類至43首本系便是基於兩者的差異僅為這兩首和歌。

### 冷泉家時雨亭文庫藏本
冷泉家時雨亭文庫藏本是長18.2厘米，寬15.3厘米的綴葉包背裝，封面和料紙均為唐紙，外題是「高光」，封面背面靠右位置的內題是「高光集」（たかみつがしふ），靠左位置寫有「高光少將」。正文始於第一頁正面，一面九行書寫，其餘除了第七頁正面和第九頁正面是一面十一行外，均為一面十行，正文在第九頁背面寫至第九行為止，和歌一首兩行書寫。冷泉家時雨亭文庫藏本的傳稱筆者是源俊賴，不過與同樣被認為是出自於源俊賴手筆的元永本古今和歌集的筆跡迴異，書寫時期也略晚於源俊賴的年代。
冷泉家時雨亭文庫藏本雖然收錄有43首和歌，在順序上也與群書類從本系一致。然而，冷泉家時雨亭文庫藏本作為唐草裝飾本，形態上與西本願寺本相同，和歌順序上也與宮內廳書陵部藏本（書架編號510·12）相同。因此，冷泉家時雨亭文庫藏本推測與原來的家集最為接近，此版本與西本願寺本、宮內廳書陵部藏本（書架編號510·12）也有多處不同。

### 古筆

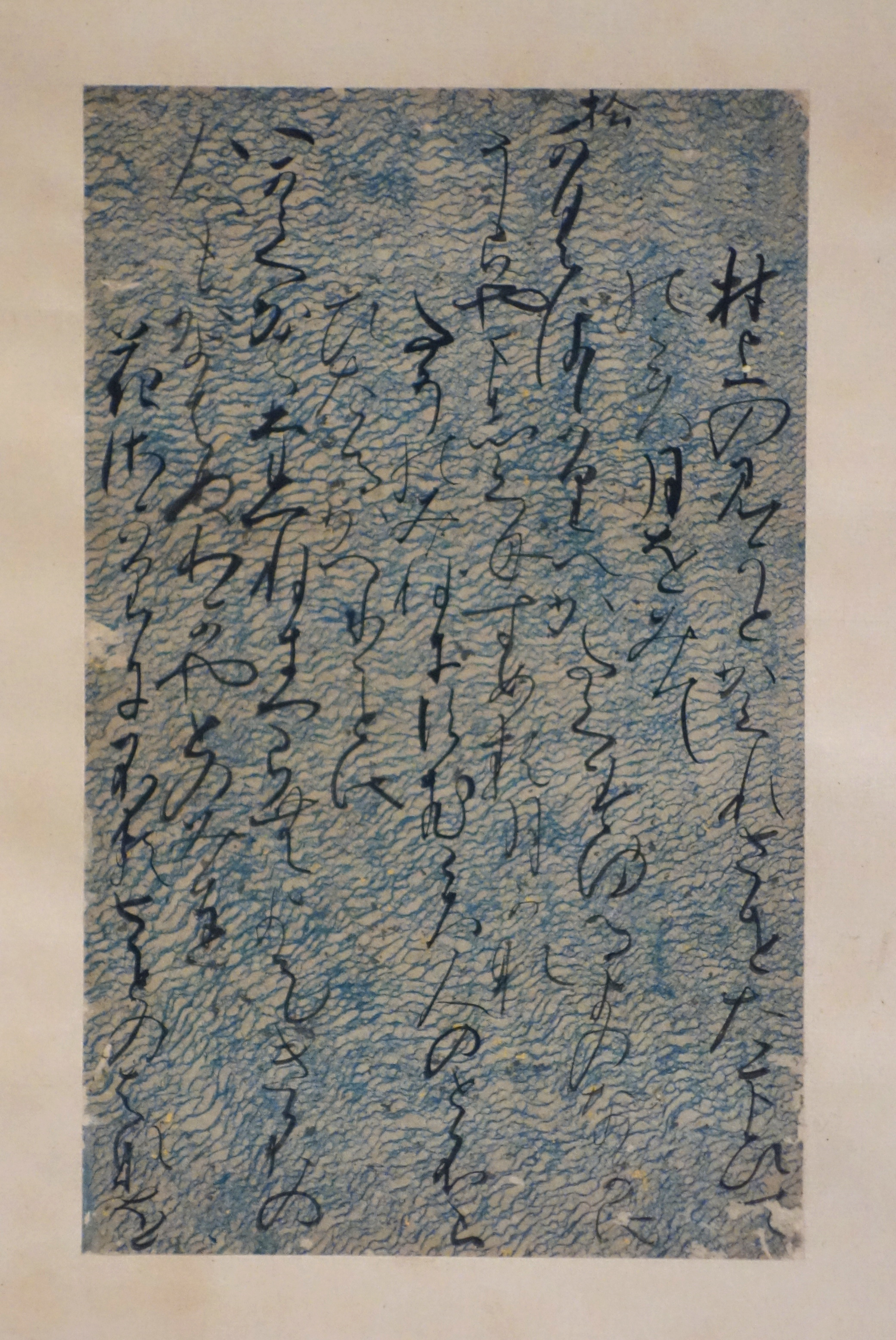
高光集切
東京國立博物館館藏重要美術品

收錄於手鑑「鳳凰臺」的兩種古筆高光集切的長寬均為21.4厘米和13.3厘米，同類的斷簡約有10種，料紙是藍色雁皮紙，有稱為羅紋的波浪紋，也撒有金銀砂子，推測書寫自平安時代，原本是粘葉裝，傳稱筆者是源俊賴。兩種的和歌均收錄於家集內，第一種是新編國歌大觀編號41的和歌、42以及43詞書的前半部分，第二種是新編國歌大觀編號43的和歌（與拾遺和歌集1063相同）以及詞書的後半部分，第一種分八行書寫，第二種分四行書寫，其中第二種由於有余白，加上該和歌與群書類從本中的最後一首相同，因此很有可能是家集的卷末部分。
收錄於《國文學古筆切入門》的六半切是藤原定家的真跡，長14.6厘米，寬13.8厘米，原本是冊子本，由於大小是原本的六分之一而得名為六半切，和歌是收錄於家集的作品（新編國歌大觀編號12、13以及14的詞書的一部分）。收錄於手鑑「文車」內的竹屋殿光久卿色紙，長20.4厘米，寬17.5厘米，和歌見於三十六人歌合（拾遺和歌集435），書寫自江戶時代。
東京國立博物館館藏的高光集切有三種，第一種是長21.6厘米，寬14.7厘米，書寫自鎌倉時代的13世紀後半，傳稱筆者是九條教家，料紙是雲母印上梅花紋的和制唐紙，與個人藏的《源信明集》以及收錄於手鑑「翰墨城」內的傳冷泉為相筆「歌切」相同，筆跡雖然與《源信明集》不同，不過對於和歌的敕撰和歌集標記的筆跡則一致，和歌是收錄於家集的作品（新編國歌大觀編號30以及31的詞書），書風受到後京極流影響。
第二種的傳稱筆者同樣是九條教家，前者長22.2厘米，寬36.7厘米，和歌是收錄於家集的作品（新編國歌大觀編號1和2的詞書以及和歌的前半部分），第三種的傳稱筆者是源俊賴，長21.2厘米，寬13.2厘米，和歌是收錄於家集的作品（新編國歌大觀編號35、36和37詞書的一部分），為重要美術品，料紙是藍色羅紋紙，由於此古筆有定家的註釋，因此推測曾經是定家的收藏品，由矢野鶴子捐贈至東京國立博物館。此外，定家本伊勢集也有高光集的斷簡九首，多為見於《多武峯少將物語》的和歌。

### 底本
西本願寺本收錄於《私家集大成》和《新編國歌大觀》，《校註國歌大系》、《續國歌大觀》和《西本願寺本三十六人集精成》也有採錄家集。影印版方面，冷泉家時雨亭文庫藏本收錄於《冷泉家時雨亭叢書》，《御所本三十六人集》、《三十六人歌集》和《西本願寺本三十六人家集》也有採錄家集。

## 文化財
| 名稱                                     | 名義                                               | 所藏             | 指定日期      | 指定類型   | 參考資料      |
| ---------------------------------------- | -------------------------------------------------- | ---------------- | ------------- | ---------- | ------------- |
| 高光集切                                 | 高光集切                                           | 東京國立博物館   | 不明          | 重要美術品 | [ 47 ]        |
| 紙本著色三十六歌仙切（高光，佐竹家傳來） | 紙本著色三十六歌仙切（高光，佐竹家傳來）           | 逸翁美術館       | 1939年5月27日 | 重要文化財 | [ 49 ]        |
| 高光集                                   | 三十六人家集                                       | 本願寺           | 1951年6月9日  | 國寶       | [ 50 ] [ 37 ] |
| 高光集                                   | 私家集（唐紙，素性、兼輔、宗干、遍照、高光、小町） | 冷泉家時雨亭文庫 | 1983年6月6日  | 重要文化財 | [ 51 ]        |

## 註解
1. ↑  詞書是指寫在和歌前的一些語句，用於說明該和歌的主題或寫作動機等等[20]。
2. ↑  砂子是指將金箔和銀箔（日语：銀箔）弄成粉，作為裝飾撒在上面[40]。
3. ↑  高光集35與拾遺和歌集435相同，高光集37則與新古今和歌集1460相同[17][19]。
4. ↑  矢野鶴子是德富蘇峰六女，也曾是德富蘆花的養女[46]。

## 外部連結
- . 國書數據庫 （日语）.
- . 國際日本文化研究中心和歌數據庫 （日语）.